# Adunarea Constituțională Democratică
Adunarea Constituțională Democratică (în franceză Rassemblement constitutionnel démocratique (RCD), în arabă التجمع  الدستوري الديمقراطي, în engleză Constitutional Democratic Rally) a fost un partid politic tunisian fondat la 27 februarie 1988 de Zine El Abidine Ben Ali. Partidul este un membru al Internaționalei Socialiste. 
A fost cel mai mare partid politic din Tunisia, având peste două milioane de membri. La ultimele alegeri legislative, în 24 octombrie 2004, a primit 87,7% din voturi, obținând 148 din cele 182 de mandate în Camera Deputaților din Tunisia.
Partidul a fost interzis în februarie 2011.